# Óscar Brayson
Óscar Brayson (Camagüey, 10 febbraio 1985) è un judoka cubano, vincitore della medaglia di bronzo nella categoria oltre i 100 kg alle Olimpiadi di Pechino 2008.

## Palmarès
- Giochi olimpici estivi

2008 - Pechino: bronzo nella categoria oltre i 100 kg.
- Giochi panamericani

2007 - Rio de Janeiro: oro nella categoria oltre i 100 kg.
2011 - Guadalajara: oro nella categoria oltre i 100 kg.
- Campionati panamericani di judo

2010 - San Salvador: oro nella categoria oltre i 100 kg.
2011 - Guadalajara: oro nella categoria oltre i 100 kg.